# Strongylurus orbatus
Strongylurus orbatus là một loài bọ cánh cứng trong họ Cerambycidae.